# Powiat Hōmi
Powiat Hōmi (jap. 法美郡 Hōmi-gun) – dawny powiat w Japonii, w prefekturze Tottori.

## Historia

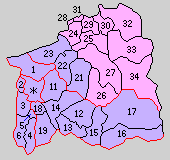
Powiat Hōmi (11–19 – 1889 r.)

W pierwszym roku okresu Meiji na terenie powiatu znajdowały się 3 miejscowości i 60 wiosek.
Powiat został założony 12 stycznia 1879 roku. Wraz z utworzeniem nowego systemu administracyjnego 1 października 1889 roku powiat Hōmi został podzielony na 9 wiosek: Inaba, Hōmi, Misasagi, Kokufu, Togi, Uwafuna, Ōkaya, Omokage i Tsunoi.
1 kwietnia 1896 roku powiat Hōmi został włączony w teren nowo powstałego powiatu Iwami. W wyniku tego połączenia powiat został rozwiązany.